# Al Wigh
Al Wigh là một ốc đảo trên sa mạc Saharan. Nơi đây có sân bay và các tiền đồn quân sự của vùng Fezzan ở tây nam Libya. Al Wigh cách 975 km về phía nam của thủ đô Tripoli.